# Dąbrowa (Kędzierzyn-Koźle)
Dąbrowa – leśna część miasta Kędzierzyna-Koźla, w obrębie osiedla administracyjnego Azoty. 
Leży w południowej części Kędzierzyna-Koźla na obszarach zalesionych, w rejonie Alei Dąbrowa Leśna.

## Historia
W latach 1951–1975 obszar ten należał do miasta Kędzierzyna, które po jego zwiększeniu 30 października 1975 przemianowano 3 listopada 1975 na Kędzierzyn-Koźle.